# 倭樸麗魚
倭樸麗魚，為輻鰭魚綱鱸形目隆頭魚亞目慈鯛科的其中一種，分布於非洲維多利亞湖流域，體長可達9公分，棲息在沙底質淺水域，屬雜食性，以藻類、昆蟲幼蟲為食，生活習性不明。

## 擴展閱讀
維基物種上的相關：倭樸麗魚